# Săuca
Săuca é uma comuna romena localizada no distrito de Satu Mare, na região histórica da Transilvânia. A comuna possui uma área de 54.9 km² e sua população era de 1448 habitantes segundo o censo de 2007.